# Place Vendôme
Place Vendôme – plac położony w pierwszym okręgu Paryża. Został wytyczony w 1702 jako pomnik chwały armii Ludwika XIV. Cechuje się regularnym kształtem. Pośrodku placu wzniesiona jest kolumna Vendôme z pomnikiem Napoleona wzorowana na kolumnie Trajana. Na domu z nr 12 znajduje się tablica upamiętniająca miejsce śmierci Fryderyka Chopina.